# Xica da Silva (telenovela)
Xica da Silva é uma telenovela brasileira produzida pela Rede Manchete e exibida de 17 de setembro de 1996 a 11 de agosto de 1997, em 231 capítulos, substituindo Tocaia Grande e antecedendo Mandacaru.
Escrita por Walcyr Carrasco, com colaboração de José Carvalho, sob direção de João Camargo e Jaques Lagoa, J. Alcântara, Lizâneas Azevedo e direção geral de Walter Avancini. Foi livremente baseada nos romances Chica que Manda, de Agripa Vasconcellos, e Xica da Silva, de João Felício dos Santos.
Pela personagem, Taís Araújo se tornou a terceira atriz negra a protagonizar uma telenovela brasileira, após Iolanda Braga em A Cor da Sua Pele (1965) e Ruth de Souza em A Cabana do Pai Tomás (1969). Xica da Silva foi a segunda telenovela cujos protagonistas são baseados em pessoas e fatos reais: Francisca da Silva de Oliveira de fato viveu no Arraial do Tijuco, hoje Diamantina, no século XVIII.
Contou com Taís Araújo, Victor Wagner, Drica Moraes, Carla Cabral, Murilo Rosa, Adriane Galisteu e Zezé Motta nos papéis principais.

## Enredo
Com forte retratação histórica e apelo erótico, Xica da Silva se consolidou como uma trama que retratou um Brasil Colonial cruel e impiedoso, contando a história, em algumas partes verídicas, da negra escravizada Chica da Silva.
Século XVIII, o Brasil ainda colônia de Portugal, é um grande extrator de pedras preciosas e sua principal fonte de renda são os diamantes, que são descobertos por negros escravizados em garimpos no interior da Capitania Geral de Minas Gerais, atual estado de Minas Gerais. Entre as cidades com maior número de garimpos, estava Arraial do Tijuco, atualmente conhecida por Diamantina, onde se desenrola a trama de Xica da Silva, a negra escravizada que tornou-se sinhá, e uma das personalidades mais influentes nas decisões locais, o que escandalizou a sociedade de sua época.
Baseada nos livros Chica Que Manda de Agripa Vasconcellos e na obra homônima de João Felício dos Santos, Walcyr Carrasco - sob o pseudônimo de "Adamo Angel" - levou ao público a história de Xica da Silva, uma negra escravizada muito inteligente, que conseguiu a independência ao se casar com o homem mais rico do Brasil Colônia.
A trama conta a saga de Xica (Taís Araujo), uma mulher bela e sensual, que junto com sua mãe Maria (Zezé Motta), são feitas escravas do Contratador dos Diamantes Felisberto Caldeira Brant (Reynaldo Gonzaga), homem mais importante do Arraial, que foi encarregado pelo Rei de Portugal de extrair diamantes dos garimpos. Ele é o pai de Xica, mas nunca assumiu a paternidade, algo comum entre senhores que tinham filhos com mulheres escravizadas. Ao descobrir sua paternidade após adulta, Xica promete vingar-se por tudo que sua mãe sofreu. Anualmente, o Contratador deve pagar tributos a Coroa portuguesa, mas isso não o preocupa, já que há uma arca repleta de diamantes que serão entregues ao emissário do rei.
A sociedade do Arraial do Tijuco é basicamente formada pelas famílias do Contratador Felisberto, do capitão-mor Gonçalo (Eduardo Dusek) e do Sargento-Mor Thomaz Cabral (Carlos Alberto). Para manterem o poder, eles pretendem casar seus filhos.
A família do Contratador é formada por sua esposa Emerenciana (Khristel Byancco), seus filhos Martim (Murilo Rosa), Clara (Adriane Galisteu) e Paulina (Maria Clara Mattos). O Poderoso pretendia casar o único filho varão com Das Dores (Carla Regina), filha do capitão-mor.
O capitão-mor repleto de interesses é casado com Dona Céu (Eliana Guttman) e além de Das Dores, ainda é pai de Ana (Ingrid Fridman) e Isabel (Ludmila Dayer). Já a família do Sargento-Mor é formada por sua segunda esposa Micaela (Teresa Sequerra), seus filhos: Luís Felipe (Fernando Eiras), Santiago (Charles Möeller), Xavier (Matheus Petinatti) e Violante (Drica Moraes), a grande vilã da trama.
Xica briga com seu senhor, e num ato impulsivo revela que descobriu ser filha do Contratador Felisberto, que, com raiva, decide vender sua filha Xica, junto com a mãe dela para o bordel do capitão-do-mato Jacobino (Altair Lima). Para vingar-se de seu pai, a escrava se alia a Quiloa (Maurício Gonçalves), um escravo apaixonado por ela, e juntos roubam a arca com os diamantes; eles escondem as pedras preciosas para não despertar suspeitas e mais tarde poderem comprar suas cartas de alforria e fugirem para algum quilombo. Com a chegada do emissário do rei, o Contratador descobre que foi roubado e procura os culpados. Em uma das primeiras cenas da novela, a sinhá Emerenciana obriga Xica a contar a verdade, como a escrava se nega, a senhora a obriga a engolir um ovo cozido fervente. Xica fica com os lábios todos queimados e impossibilitada de falar.
Sem ter como dar os tributos ao Rei, o Comendador Felisberto e sua esposa Emerenciana são condenados a prisão, e assim são degregados do Brasil, cumprindo a pena de exílio em Portugal, perdendo assim todo patrimônio que possuem. Assim, seus filhos ficam no Brasil sem nenhum sustento, e tentam refazer suas vidas. Com a prisão do Contratador e na ausência de alguém que ocupe o posto de contratador de diamantes, a família precisa arrecadar dinheiro, e decidem vender seus escravos. O capitão-do-mato não tem o valor pedido pela venda de Xica e sua mãe. Elas, então, são vendida para o Sargento-Mor Thomaz Cabral, que estupra Xica, tirando-lhe sua virgindade, o que lhe gera revolta e um ardente desejo de vingança. A mulata torna-se também escrava de Violante, filha do Sargento-Mor, uma escravocrata preconceituosa, extremamente reprimida, moralista, invejosa e amargurada, que agride e humilha Xica constantemente, tendo sido conivente com o pai no abuso de Xica, persuadindo-a para ir o local onde foi abusada. Já Maria consegue fugir com a ajuda de Quiloa, e juntos vão parar no quilombo de Severina (Leci Brandão).
Com a ruína da família Caldeira Brant, Clara é estuprada em uma curra tendo um surto psicótico temporário, passando a se esconder nas matas, e a vagar sem rumo pelas ruas, quase nua. No decorrer da trama, com a ascensão de Xica, a ex-escrava manda cortar as orelhas de Clara, por esta ter lhe despertado ciúmes e raiva. Martim e Paulina, irmãos de Clara, vão morar na pensão de Dona Benvinda (Miriam Pires), uma velha bruxa que cuidou sozinha de seu neto José Maria (Guilherme Piva), um homossexual enrustido, com trejeitos afeminados, sendo alvo de muitos comentários maldosos e preconceituosos. A velha bruxa hospeda vários hóspedes entre eles a costureira Elvira (Giovanna Antonelli), com quem pretende casar com seu neto para abafar comentários. No decorrer da trama os dois chegam a se unir, mas não conseguem manter relações sexuais, pois José Maria não consegue tocá-la. A relação se abala quando Xica o presenteia com um escravo chamado Paulo (Déo Garcez), o que faz José Maria aflorar seu lado afetivo, ficando em dúvida entre seus desejos, ou as aparências exigidas pela sociedade da época. Paulo torna-se amante de Elvira, com quem tem um filho. José Maria aceita essa situação, e conversa com Elvira, que aceita que seu marido também viva um caso com Paulo.
No quilombo, Quiloa lidera uma revolta contra os senhores de escravos, e faz de tudo para fugir da opressão da sociedade hipócrita movida pela cobiça dos diamantes. Para comandar a extração dos diamantes, chega de Portugal ao Arraial do Tijuco o Contratador de diamantes João Fernandes de Oliveira (Victor Wagner), que é o noivo prometido de Violante. O sonho dela é ter seu primeiro beijado dado por ele, já que nunca foi tocada por homem nenhum, e só relacionava-se com o noivo por cartas.
Em uma visita a prometida, João Fernandes se apaixona perdidamente por Xica, que pela primeira vez se vê amando um homem. Mesmo sob pretextos de Violante ao pai, o Sargento-Mor decide vender a escrava para João Fernandes, por um valor alto, devido a constantes conflitos que Xica passa a criar no casarão de Sargento-Mor, como parte do seu plano de vingança. Totalmente encantado pela sedutora mulata, o contratador faz de tudo para possuí-la, mas a escrava se mostra difícil, o que o atiça ainda mais. Percebendo o interesse do contratador, Xica seduz ainda mais o extrator de diamantes, e após uma intensa noite de amor, consegue sua alforria. A partir disso, o envolvimento entre eles se torna cada vez mais forte a ponto de João Fernandes assumir sua relação com a negra, e desfazer seu noivado com Violante, que não suporta ser preterida por uma escrava forra, e jura fazer de tudo para acabar com a relação de Xica e João Fernandes.
Sempre desprezada pela sociedade branca do Arraial do Tijuco, Xica, em uma cena antológica, desfila pelas ruas do arraial em uma carruagem elegante, portando sapatos, luvas, peruca branca, maquiagem e um lindo vestido de seda, tecido este  dedicado somente as mulheres brancas e ricas, causando o repúdio da sociedade preconceituosa. É nessa cena que Violante manda uma escrava jogar urina na negra, se tornando o estopim para outros moradores acertarem a ex-escrava com pedras e ovos podres, porém Xica não perde sua altivez, e continua andando de cabeça erguida.
Não sendo aceita, Xica resolve se vingar de todos que a desprezaram, e não perde a oportunidade de vê-los em péssimo estado. Fugindo da mocinha tradicional que sofre em silêncio, Xica da Silva se vinga de seus algozes, cometendo algumas atrocidades, como mandando esquartejar um escravo e colocar seus restos na feijoada e servir aos convidados, entre outras barbaridades, chegando a pagar escravos para arrancar os dentes de uma escrava, que Violante pagou para seduzir o contratador. A negra transforma sua casa em um palácio, vestindo suas mucamas como damas da corte, usando perucas coloridas e fazendo todos curvarem-se diante de seu poder. A ascensão da negra se dá quando João Fernandes manda canalizar um grande rio, a quem dá o nome de Mar de Xica, e compra uma embarcação para sua amada.
Paralelo a isso, Martim e das Dores, antes prometidos, vêem sua relação ruir quando o pai da moça proíbe qualquer envolvimento depois do pai do rapaz ser preso como traidor da Coroa. Os dois resolvem fugir e para que isso dê certo armam um plano: o rapaz irá embora e a moça será dada como morta após ingerir uma erva. Tempos depois, ela acordará, será enterrada pelo amado. A situação se complica quando os dois são desmascarados e das Dores é presa acusada de bruxaria, e condenada a forca.
Para destruir a relação entre Xica e João Fernandes, Violante arma com um negro uma cena, que indica que a ex-escrava trai o contratador e, o plano dá certo. O homem mais importante expulsa a amada de casa, que volta a sofrer preconceito racial pelas ruas do arraial. Já João Fernandes começa a se envolver com outras mulheres. Enquanto está pobre, Xica passa a realizar atos de caridade, e também é responsável por libertar das Dores da forca, ao mandar um garoto roer as cordas. Quando a filha do capitão-mor cai após a corda se romper, todos acreditam se tratar de um milagre. Livre para viver com seu amado, das Dores se descobre grávida, mas acaba se separando de Martim. O filho dos dois levará a uma grande disputa, já que o pai da moça quer cuidar do filho para que ele possa levar o sobrenome da família adiante. Nesse período, o capitão-mor acaba assassinado.
Apesar das armações de Violante para separar o contratador e a negra, Xica faz as pazes com João Fernandes, quando a peste chega ao Arraial do Tijuco e todos fogem quando ele contrai a doença. Voltando as boas com o homem mais importante do local, Xica volta a se vingar de todos. Durante a trama, ela invade a igreja durante um casamento, um local que na época era proibido para negros, pois segundo a Igreja Católica, negros não tinham alma, e não eram dignos de estar na casa do Senhor. Em uma cena inesquecível, Xica, para vingar-se de Violante, que tentou separá-la do contratador, paga para trocarem o corpo do Sargento Mor Cabral por uma ossada de boi inteira, o que causa constrangimento e escândalo social. O Sargento morreu após levar um golpe de seu próprio filho, durante uma briga, ao descobrir que sua esposa Micaela, uma jovem órfã e pobre, que sofreu a novela inteira com agressões físicas e abusos sexuais do marido, e humilhações constantes da enteada, estava tendo um caso amoroso com seu filho, Luís Felipe. Querendo vingar-se de sua madrasta pela traição a seu pai, e de seu irmão, por ter tornado-se tutor de sua herança após o falecimento do pai deles, Violante contrata um escravo para estuprar Micaela, que passa a ser estuprada e agredida por Luís Felipe, que influenciado pela irmã, passa a achar que foi traído por sua agora esposa.
No auge de seu poder, Xica envenena todos os rios, mananciais e poços do arraial para que, sem opção, toda a população venha se arrastar aos seus pés pedindo água, já que sua fazenda é a única que possui o "mar de Xica", um grande rio com água potável. Como consequência, Violante, que se recusa a pedir algo para a negra, toma um porre homérico, e passa uma vergonha diante da cidade inteira, tentando insultar, em vão, Xica, onde alguns chegam a pensar que ela está cada vez mais louca. A vingança de Xica contra todos chega aos ouvidos de Conde Valadares (Sérgio Britto), o governador de Minas, que vai parar no arraial, mas nem ele consegue impedir as atitudes da mulher do contratador.
Para acabar com os desmandos de Xica, Violante escreve uma carta a Corte Portuguesa exigindo a presença de um inquisidor e Frei Expedito (Dalton Vigh) é enviado ao Arraial, o que deixa todos em alerta. O representante da igreja chega ao vilarejo causando terror e em busca de provas contra uma bruxa. Benvinda e sua amiga Fausta (Lu Grimaldi) fazem de tudo para incriminar Xica, quando na verdade era Violante que participava dos rituais de feitiçaria e chegou a ver o demônio, mas Fausta é condenada a fogueira, onde morre queimada. Já a avó de José Maria, Benvinda, morre, e quando pensava que ia transferir sua alma para um menino, acaba presa em uma cabra.
Em sua busca incessante para acabar com Xica, Violante descobre que foi Maria quem assassinou o capitão-mor, e que a negra intermediava armas com o pai de das Dores em troca de diamantes. Quando ele se recusou a seguir com o acordo, ela o matou a facadas. Para vingar-se de Xica, a quem acusa de ter lhe roubado o contratador, Violante denuncia Maria, a mãe da ex-escrava, como a assassina do capitão-mor, também lhe acusando de feitiçaria. Maria, acaba confessando o crime, mas não aceita renegar sua fé ao candomblé e aos orixás, e então, por ordem policial e paroquial, é condenada por heresia, e, então, foi esquartejada em praça pública, para satisfação da cruel Violante. A escrava teve braços e pernas amarrados a cavalos diferentes, e quando os animais ouvem barulho de tiros, saem em disparada, rasgando a mãe de Xica em pedaços. A cena marcou a novela. A ex-escrava, que já vinha tentando libertar sua mãe, sem sucesso, também nada pôde fazer para salvá-la, ficando desesperada ao chegar na hora para impedir a barbárie e ver essa cena, sendo consolada pelo contratador.
Cada vez mais obcecada em destruir Xica, Violante coloca uma escrava como espiã na casa da de Xica, para lhe incriminar como bruxa, quando essa escrava coloca um vaso em um altar, em que nesse vaso há uma figura que representa um demônio. Violante também denuncia a Portugal o envolvimento de João Fernandes com a negra Xica, tornando-se um escândalo no país, o que não é nem um pouco bem visto pela Coroa Portuguesa, ameaçando a carreira profissional do contratador. O Rei de Portugal exige que ele regresse ao país, deixando o Arraial do Tijuco sob o comando de Conde Valladares. Sem o apoio do marido, já em terras lusitanas, Xica acaba presa, denunciada por Violante, acusada de bruxaria.
Prestes a voltar de Portugal, e não vendo como libertar a amada do domínio da inquisição, que na época tinha maior poder que o Rei, João Fernandes acaba sendo surpreendido por Violante, que lhe faz uma proposta, ao enviar uma carta: Irá retirar a acusação de bruxaria que recai sobre Xica, mas em troca o contratador de diamantes terá que se casar com ela. Para salvar a amada, João Fernandes aceita casar-se com Violante, que retira a queixa contra Xica, que é libertada, porém, a vilã faz um acordo com a polícia, onde eles aceitam, por ideia de Violante, condenarem as mucamas de Xica pela Lei da Inquisição, e queimá-las na fogueira em praça pública, acusadas de bruxaria no lugar de Xica, o que deixa Xica muito abalada, que nada pôde fazer para salvá-las. Vendo que seu plano deu certo, Violante parte feliz para Portugal, afim de realizar seu tão sonhado matrimônio.
Após a festa de casamento, João Fernandes humilha Violante, e se recusa a passar a noite de núpcias com ela, abandonando a esposa. Ele volta ao Brasil, com permissão do Rei, para ver Xica mais uma vez. Eles só passam a encontrar-se na Europa, onde o contratador passa a viver, por decreto real, onde Xica sempre vai visitá-lo.
A vilã da trama sofre até o fim de sua vida, definhando em seus delírios românticos, enlouquecendo, a espera do seu tão sonhado primeiro beijo de amor, presa em seu castelo, forçada a viver enclausurada em um quarto, proibida de retornar ao Brasil, por um decreto do contratador, cuja única companhia de Violante são os escravos do palácio, que vão ao quarto servi-la, proibidos de conversar com ela, onde Violante nunca mais vê João Fernandes.
As últimas cenas, após uma passagem de tempo, eram a do casamento de Joana, filha de Xica, onde todos terminam felizes.

## Elenco
| Intérprete             | Personagem                                     |
| ---------------------- | ---------------------------------------------- |
| Taís Araújo            | Francisca da Silva de Oliveira (Xica da Silva) |
| Victor Wagner          | Contratador João Fernandes de Oliveira         |
| Drica Moraes           | Violante Cabral                                |
| Carlos Alberto         | Sargento-Mor Thomaz Cabral                     |
| Zezé Motta             | Maria da Silva                                 |
| Guilherme Piva         | José Maria Moura (Zé Maria/Zé Mulher)          |
| Murilo Rosa            | Martim Caldeira Brant                          |
| Carla Cabral           | Maria das Dores Gonçalo (Das Dores)            |
| Giovanna Antonelli     | Elvira                                         |
| Altair Lima            | Jacobino                                       |
| Eduardo Dussek         | Capitão-mor Emanuel Gonçalo                    |
| Eliana Guttman         | Maria do Céu Gonçalo                           |
| Fernando Eiras         | Luís Felipe Cabral                             |
| Teresa Sequerra        | Micaela Cabral                                 |
| Maurício Gonçalves     | Quilôa                                         |
| Dalton Vigh            | Frei Inquisidor Expedito                       |
| Sérgio Britto          | Conde Valadares                                |
| Jayme Periard          | Félix                                          |
| Anabela Teixeira       | Graça Pereira                                  |
| António Marques        | Teodoro Pereira                                |
| Lídia Franco           | Guiomar Pereira                                |
| Rosa Castro André      | Maria Joaquina Pereira                         |
| Alexandre Lippiani     | Padre Eurico                                   |
| Andréa Avancini        | Eugênia                                        |
| José Steinberg         | Padre Aguiar                                   |
| Rita Ribeiro Davis     | Úrsula                                         |
| Matheus Petinatti      | Xavier Cabral                                  |
| Charles Möeller        | Santiago Cabral                                |
| Miriam Pires           | Bemvinda Moura                                 |
| Leci Brandão           | Severina                                       |
| Déo Garcez             | Paulo                                          |
| Lucimara Martins       | Maria Benguela                                 |
| Maria Alves            | Rosa                                           |
| Haroldo de Oliveira    | Jacinto                                        |
| Maria Clara Mattos     | Paulina Caldeira Brant                         |
| Lu Grimaldi            | Fausta                                         |
| Mário Cardoso          | Capitão-mor Sebastião Albuquerque              |
| Gonçalo Diniz          | Dragão Macário                                 |
| Milena Acosta          | Pia                                            |
| Renata Oliveira        | Agnes                                          |
| Romeu Evaristo         | Damião                                         |
| Iléa Ferraz            | Fátima                                         |
| Alexandre Moreno       | Jerônimo                                       |
| Delma Silva            | Jelena                                         |
| Ludmila Dayer          | Isabel Gonçalo                                 |
| Ingrid Friedman        | Ana Gonçalo                                    |
| Otávio Victoriense     | Carlos Cabral                                  |
| Adriane Galisteu       | Clara Caldeira Brant                           |
| Ângela Leal            | Carlota de Almeida, Marquesa de Mogadouro      |
| Sérgio Viotti          | Conde da Barca                                 |
| Edson Montenegro       | Mandinga                                       |
| Sérgio Fonta           | Doutor Pedras                                  |
| Glória Portella        | Veridiana                                      |
| André Di Mauro         | Dom Duarte                                     |
| Paulo César Grande     | Evaristo de Sepúlveda Toledo                   |
| Marjorie Andrade       | Amélia                                         |
| Ney Padilha            | Juvenal                                        |
| Walney Costa           | Dr. Lourenço                                   |
| Joana Limaverde        | Catarina                                       |
| Alexia Dechamps        | Condessa Efigênia                              |
| Thalma de Freitas      | Caetana                                        |
| Kiko Zambiacchini      | Segundo Sargento-Mor                           |
| Lourdes Mayer          | Madre Superiora Luzia                          |
| Cicciolina             | Ludovica de Castelgandolfo                     |
| Cláudia Borioni        | Teodora                                        |
| Carla Tausz            | Genoveva                                       |
| Luciano Rabelo         | Amaro                                          |
| Fernando Vieira        | Dragão Bonifácio                               |
| Ivano Nascimento       | Diogo                                          |
| Lui Mendes             | Malé                                           |
| Léa Garcia             | Bastiana / Ialorixá                            |
| Nill Marcondes         | Mambenfe                                       |
| Ana Cecília Costa      | Tomásia                                        |
| Érica Marques          | Benedita                                       |
| Dona Zica              | Josefina                                       |
| Ademir Zanyor          | Bartolomeu da Silva Oliveira                   |
| Líllian Pacheco        | Cássia                                         |
| Marcela Carvalho       | Imaculada                                      |
| Mônica Moura de Castro | Almerinda                                      |

### Participações especiais
| Intérprete          | Personagem                            |
| ------------------- | ------------------------------------- |
| Reynaldo Gonzaga    | Contratador Felisberto Caldeira Brant |
| Kristhel Byancco    | Emerenciana Caldeira Brant            |
| Rômulo Arantes      | Capataz Geraldo                       |
| Cássia Linhares     | Cândida                               |
| Sílvia Buarque      | Elisa                                 |
| Marcos Breda        | Amadeu                                |
| Paulo Reis          | Comandante Lopes Carvalho             |
| Rosita Thomaz Lopes | Irmã Vasconcelos                      |
| Zózimo Bulbul       | Caetano                               |
| Camacho Costa       | Bispo Abreu                           |
| Marco Polo          | Dragão Túlio                          |

## Produção
Em 1996, Walcyr Carrasco era contratado do SBT. Porém a Rede Manchete o contratou para escrever esta novela. Walcyr então, utilizou o pseudônimo de Adamo Angel, definido como escritor esotérico e com formação pela USP. Por vários meses, o autor escreveu a novela usando uma identidade falsa. Essa identidade secreta do autor foi descoberta somente em abril de 1997.
Walter Avancini, o diretor da novela, imprimiu uma dinâmica espetacular ao texto, sempre com capricho e não deixou a novela cair no marasmo apesar da quantidade de capítulos: 231. A novela se manteve empolgante, sensual, realista, forte e marcada pelas cenas de violência. Cenas de opressão e agressão física eram constantes, principalmente aos escravos. No primeiro capítulo, o pai de Xica sofre cenas de tortura ao ser pego, tendo os dedos quase quebrados e ao ser obrigado a ficar com a cabeça dentro de um forno quente, porém a cena mais violenta foi a execução de Maria, mãe de Xica. As cenas de violência e eróticas surtiram efeito e a trama se consolidou, marcando média de 18 pontos com picos de 22. A novela anterior Tocaia Grande havia começado com 5 e terminado com 10.
Com a reconstituição fiel a época e o forte apelo erótico, Xica da Silva levou a Rede Manchete, – na época já a beira da falência – ao segundo lugar de audiência. Para isso, a emissora investiu 6 milhões de dólares e construiu em Maricá no Rio de Janeiro a cidade cenográfica de Arraial do Tijuco. Algumas cenas foram gravadas em Minas Gerais e as últimas cenas de Violante em um castelo foram registradas no Palácio do Marques de Pombal em Portugal.
O figurino fiel a época abusou das cores ao criar os figurinos de Xica, enquanto Violante usava cores sóbrias e raramente fugia do preto. Já os homens usavam cores diversas sem seguir uma regra, mas que demonstravam de alguma forma a posição social de cada um. Os únicos personagens que tinham uma espécie de uniformes eram os dragões (policiais, representantes da lei nos dias de hoje) que usavam peças azuis e amarelas. Foram usadas as mais diversas perucas em inúmeras cores, que eram usadas por aqueles que possuíam determinados títulos de nobreza.
O diretor realizou inúmeros testes para encontrar a intérprete ideal, e Taís Araújo, que estava gravando Tocaia Grande, acabou sendo a escolhida.
A trama contou com a participação de alguns atores portugueses como António Marques, Lídia Franco, Rosa Castro André e Anabela Teixeira, que foram convidados pelo diretor Walter Avancini.
Entre os destaques da trama estão as cenas de nudez, a maioria delas protagonizadas por Adriane Galisteu, intérprete de Clara. A atriz Taís Araújo, que na época tinha 17 anos não poderia aparecer nua e a Rede Manchete foi notificada a respeito. Xica apareceu nua no capítulo do dia 28 de novembro de 1996, três dias após completar 18 anos. Taís Araújo não gostou da situação e pediu que a direção utilizasse dublês em cenas de nudez.
A atriz Taís Araújo recusou gravar uma cena onde insinuava que sua personagem Xica estava fazendo sexo anal com João Fernandes (Victor Wagner). A rebeldia da atriz incomodou o diretor Walter Avancini, que passou a criticá-la. Em sua defesa, Taís afirmou que Xica era conhecida pela sua inteligência e não pelo erotismo.
Última novela de Alexandre Lippiani que faleceu durante a exibição da novela. Em 24 de maio de 1997 o ator faleceu vítima de um acidente de carro.
A trama também contou com a atriz pornô italiana Cicciolina, que em breve participação interpretou uma cortesã que dava golpe no povo do Arraial.
A abertura de Xica da Silva causou polêmica ao utilizar imagens da Igreja de São Francisco de Assis, em Ouro Preto, que eram animadas e colocavam a atriz Taís Araújo no lugar de Nossa Senhora da Conceição. Alguns devotos se irritaram e ameaçaram processar a Rede Manchete, o que não se confirmou. Na sequência, Xica era cercada por anjos barrocos na cúpula da igreja e alguns deles carregavam os créditos de abertura, no fim um deles tentava despi-la e ela sorri maliciosamente. Já a abertura exibida em 2005, quando o SBT adquiriu os direitos de exibição da obra, continha imagens da novela misturada à arte barroca. As trilhas sonoras nas duas eram diferentes.
A trilha sonora original comercializada pela Rede Manchete tinha a atriz Tais Araujo na capa. O álbum tinha a maioria de suas músicas formadas por temas instrumentais. O tema de abertura era "Xica Rainha", escrita por Marcus Viana e interpretada por Patrícia Amaral em conjunto com a Transfônica Orkestra. Na versão exibida pelo SBT em 2005 o tema de abertura era "Xica da Silva" de Jorge Ben, que não fazia parte da trilha original e havia feito parte do filme homônimo dirigido por Cacá Diegues em 1976.

## Aberturas
- 1996-1997: a abertura original feita pela Rede Manchete que gerou polêmica, era composta pela música de abertura Xica Rainha, de Marcus Viana. Nesta  a rede de televisão utilizou personagens da pintura que enfeitava o forro da Igreja de São Francisco de Assis, de Ouro Preto, em Minas Gerais, que foram fotografados, retocados e montadas em efeitos animados. A sequência mostrava anjos que carregavam monogramas com os créditos de abertura. No final, antes de aparecer o título da novela em logotipo, aparecia Taís Araújo vestida como Nossa Senhora da Conceição. Um dos anjos tenta arrancar a roupa dela e ela sorri maliciosamente.
- 2005: Na sequência, a rede de televisão misturava algumas cenas da novela com a arte barroca, também apareciam monogramas barrocos com os créditos de abertura. No começo, foi colocado o trecho da abertura original em que aparece Taís Araújo vestida como Nossa Senhora de Aparecida. O logotipo que aparecia no final era uma flor desabrochando com o título em marca nominativa original dentro. A abertura nesta versão era composta pela música Xica da Silva, de Jorge Ben, que não fazia parte da trilha original, porém fez parte do filme lançado em 1976, dirigido por Cacá Diegues.

## Audiência
Apesar de ser uma das maiores telenovelas brasileiras de todos os tempos, sendo o último grande sucesso da Rede Manchete e ter alcançado uma boa audiência à época, teve média geral de 9 pontos, razoável se comparar com outras emissoras, como o SBT. Na sua reprise pelo SBT em 2005, teve audiência entre 15 e 18 pontos, maior que sua exibição original.

## Reprise
Foi reapresentada pelo SBT entre 28 de março a 9 de dezembro de 2005, em 218 capítulos, às 21h15.

## Exibição internacional
Xica da Silva estreou na TVI (Portugal) a 15 de dezembro de 1996 e terminou a 3 de novembro de 1997. Foi reexibida na SIC Gold (Portugal) em 2003. Teve êxito no exterior, sendo transmitida em vários países como Rússia, Bolívia, Porto Rico, Panamá, Paraguai, Guatemala. No Chile a novela foi líder absoluta também em sua reprise. Na República Dominicana a novela foi exibida quatro vezes e a atriz Taís Araújo foi recebida com honras de chefe de Estado. Foi transmitida também em Angola, Venezuela, Equador, Honduras, Nicarágua, Argentina, Colômbia, Peru e Estados Unidos. A novela fez sucesso nos Estados Unidos: segundo The New York Post (por Joe Rubi, 2000) foi a novela mais falada no país depois de Dallas (série) e dobrou a audiência da Telemundo; conforme Marc Berman, colunista de Mediaweek Online (2000), Xica recuperou a emissora como um todo. Taís Araújo foi contratada pela Telemundo por um ano para promover a novela e participou de um reality show da emissora. Por conta do êxito de Xica fez participação especial no também sucesso colombiano, Betty, a Feia. Na época foi eleita pela revista People espanhola uma das 50 personalidades mais bonitas do mundo. De 14 de Novembro de 2006 a 24 de Agosto de 2007, Xica foi reapresentada nos EUA (pela terceira vez), porém, pela TV Azteca America. Em 2009, foi atração novamente na Argentina e conquistou mais um grande êxito: obteve excelente audiência no país a ponto de alcançar excelentes 9.3 pontos de média, ocupando o terceiro lugar isolado no ranking do Ibope. Encerrou sua jornada em terras portenhas como maior êxito fora das duas principais redes daquele ano. No último capítulo marcou 9 pontos de média, a melhor marca da emissora naquele dia. Em 2010, Xica foi transmitida na Colômbia (pela segunda vez), no canal local privado de Bogotá City tv, em 2010 foi reprisada pela Canal 5 Paravisión, em 2014 também foi reprisada pela Unicanal (Canal 8 de TigoStar) do Paraguai, no Chile pelo Telecanal e Chilevision, no Equador por RTS e ecuavisa e na Guatemala (pela segunda vez) no canal 3, onde foi um grande êxito novamente. Em 22 de Julho de 2014 a novela estreou no Continente Africano nos países de Língua Portuguesa pela DSTV1.
Em 20 de janeiro de 2025 foi disponibilizada pela plataforma de streaming Vix, vinculada à emissora TelevisaUnivision. Trata-se de sua versão internacional reeditada em 182 capítulos e dublada em espanhol.

## Trilha Sonora
- Capa: Taís Araújo

1. Xica Rainha - Patrícia Amaral, Marcus Viana e Transfônica Orkestra (Tema de abertura)
2. Qüenda - Patrícia Amaral (Tema de Xica)
3. Trindade - Marcus Viana (Tema de Luiz Felipe e Michaela)
4. Concerto de Outono - Transfônica Orkestra (Tema de Zé Maria)
5. Caco de Estrela - Zezé Motta (Tema de Xica)
6. Toque de Alba - Transfônica Orkestra (Tema do Contratador João Fernandes)
7. Canção de Ninar - Carla Villar (Tema de Clara)
8. Tema de Xica(Qüenda) - Marcus Viana (Tema de Xica e João Fernandes)
9. Capitão do Mato - Tranfônica Orkestra (Tema de Jacobino)
10. Encontro das Águas - Eduardo Dusek (Tema de Martim e Das Dores)
11. Escarlate - Marcus Viana e Transfônica Orkestra (Tema de Violante)
12. Canção & Lundu - Collegium Musicum Brasiliensis (Tema do núcleo dos escravos)
13. Coroação do Rei do Quilombo - Transfônica Orkestra (Tema de Quilôa)
14. Brincadeiras Barrocas / Antífona de Nossa Senhora / Travessuras - Transfônica Orkestra (Tema de Úrsula e Xavier Cabral)

## Controvérsias
Alguns historiadores afirmaram que a trama não retratava a realidade dos fatos e que ela havia se perdido no tempo. Diziam que a verdadeira Xica era feia e banguela e não tinha a sensualidade da personagem. A novela também errava quanto ao censo, pois na época em que se passa a novela havia mais homens do que mulheres (a novela mostrava o contrário). Quanto aos objetos usados na novela diziam que muitos deles pertencem ao século XIX, inclusive os calçamentos das ruas que surgiu neste século.
Durante a reprise de 2005 algumas atrizes ficaram constrangidas em rever as cenas da novela. Entre elas Adriane Galisteu, que afirmou que a trama a deixou traumatizada. Ela também contou que foi convidada apenas para fazer 4 capítulos, mas que teve sua participação ampliada. O fato de ela sempre aparecer nua a incomodava bastante, já que sua participação estava condicionada à nudez.